# Rue aux Fers
La rue aux Fers est une rue ancienne de Paris, dont une partie a partiellement disparu et une autre partie a été absorbée par la rue Berger.

## Situation
La rue aux Fers commençait au 89, rue Saint-Denis et finissait rue de la Lingerie et rue du Marché-aux-Poirées ; elle était située dans l'ancien 4e arrondissement, quartier des Marchés.
Il n'y avait pas de numéros impairs, ce côté étant bordé par le marché des Innocents, et le dernier numéro pair était le no 50.

## Origine du nom
Un débat qui remonte au moins à 1655 avec Antoine Furetière : "Par exemple lors que dans la seconde Satyre i'ay nommé la ruë aux Fers celle où demeurent les Marchands de soye: si vous rencontrez comme i'ay fait, quelque chicaneur qui tranche de l'habile homme, qui soutienne que ie suis un ignorant et qu'elle se nomme la ruë au Feurre: vous leur direz que si ie faisais un Contract ie la nommerois ainsi, mais qu'icy i'ay raison de suivre le commun usage, qui tout corrompu qu'il est vaut mieux que celuy des Praticiens" (Poésies diverses).
Plusieurs opinions ont été avancées sur son étymologie :
Jaillot prétend que son véritable nom est celui de « rue au Fèvre », qu'on écrivait « rue au Feure » car la consonne « v » ne se distinguait point alors de la voyelle « u ». Dans ce sens, le mot « fèvre » signifiait un artisan, un fabricant, en latin faber.
Un autre savant, Saint-Victor, a pensé que le mot « feurre » signifiait paille. Félix et Louis Lazare adoptent cette seconde opinion car, lorsque Philippe Auguste eut terminé la construction des halles sur le territoire des Champeaux, ces nouveaux marchés centralisèrent de ce côté tout le commerce parisien. D'anciennes rues ou plutôt d'anciens chemins où l'on ne voyait çà et là que de chétives habitations où se cachaient des Juifs, se peuplèrent tout à coup. De nouvelles rues furent bâties, et chacune d'elles, habitée par un corps, par une seule espèce de marchands prit le nom de la marchandise qu'on y débitait de là, les dénominations de la Chanverrerie, de la Cordonnerie, de la Poterie, de la Fromagerie, de la Tonnellerie, etc.
Il est donc probable que la rue tirait sa dénomination  de « rue au Feurre », ou de « rue au Feure » parce qu'on y vendait alors du foin, de la paille et de l'avoine.

## Historique
Elle est citée dans Le Dit des rues de Paris, de Guillot de Paris, sous la forme « rue o Fevre ».
La rue aux Fers se nommait vers 1300 « rue o Fevre », « rue au Fèvre » puis on la trouve au fil des siècles sous les noms de « rue aux Fers », « rue au Ferre », « rue aux Fèvres », « rue au Feure » et « rue du Fouarre ».
Elle est citée sous le nom de « rue au Feurre » dans un manuscrit de 1636.
Après la démolition de l'église des Saints-Innocents et du cimetière des Innocents, une partie de la rue aux Fers, de la rue de la Lingerie et une portion de la rue Saint-Denis est supprimée pour créer la place du Marché-des-Innocents.
Une décision ministérielle du 5 mai 1812 signée Montalivet fixe la largeur de cette voie publique à 12 mètres.

## Bâtiments remarquables et lieux de mémoire
- Le cabaret de Paul-Niquet était situé au no 26[2].